# Evangelische Kirche (Głubczyce)

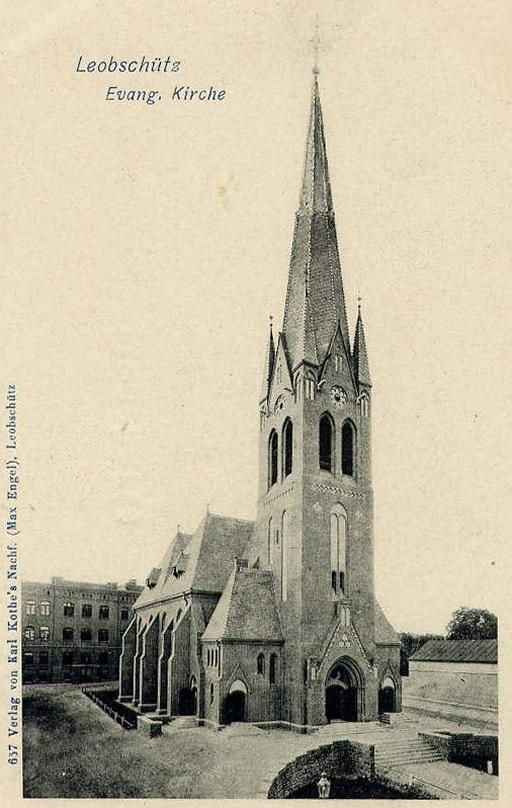
Evangelische Kirche um 1910

Die Evangelische Kirche (poln. Kościół ewangelicki) war ein Kirchengebäude in der schlesischen Stadt Głubczyce (deutsch Leobschütz). Die Kirche stand in der nordwestlichen Altstadt an der ehemaligen König-Ottokar-Straße (heute: ul. Jana Kochanowskiego) unweit der Pfarrkirche Mariä Geburt.

## Geschichte
Die Grundsteinlegung für den Bau einer evangelischen Kirche in Leobschütz erfolgte im April 1787 auf dem Grundstück des ehemaligen Kreuzhofes. Die feierliche Einweihung des Kirchenbaus erfolgte am 8. Januar 1792 durch den Konsistorialrat Nerlich aus Leobschütz.
Bedingt durch eine wachsende evangelische Gemeinde in Leobschütz wurde die evangelische Kirche von 1792 zu klein. Bis 1899 erfolgte der Abriss der Kirche. Zwischen 1899 und 1901 entstand eine neue, größere Kirche im neogotischen Stil.
Im Jahr 1955 wurde der neogotische Kirchenbau im Auftrag der polnischen Verwaltung abgerissen.